# هنجليزية
الهنجليزية (بالإنجليزية: Hinglish)‏ — Hindu+English هي نحت من مفردتي هندية وإنجليزية، وهو اسم للغة تستخدم فيها كلمات هندية وإنجليزية في جملة واحدة. وهي لغة رائجة في المناطق المدنية والحضرية في الهند ومراكز مدنها، لكنها تمتد نحو باقي المناطق ببطء وذلك من خلال التلفزيون وأحاديث الناس. كثيرون ممن يتكلمونها لا يدركون بأنهم يدمجون مفردات إنجليزية في جمل هندية أو كلمات هندية في جمل إنجليزية.
تستخدم اللغة في كثير من الأفلام الهندية ذات الشعبية الكبيرة مما يعزز انتشار اللغة ويقربها من العامة، خصوصاً مع انتشار محطات الكيبل. كما أنها تستخدم في ترجمة الأفلام حتى الإنجليزية.